# بيل درايتون
بيل درايتون (بالإنجليزية: William Drayton)‏ هو رائد أعمال أمريكي، ولد في 1943 في نيويورك في الولايات المتحدة.